# Kololi
Kololi este un oraș situat în partea de vest a Gambiei, cu rol de stațiune pe țărmul oceanului Atlantic. Orașul este înconjurat de pădurea Bijilo.

## Galerie de imagini

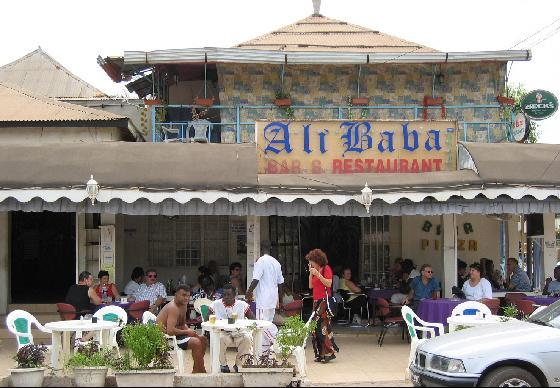
Cafeneaua Ali Baba
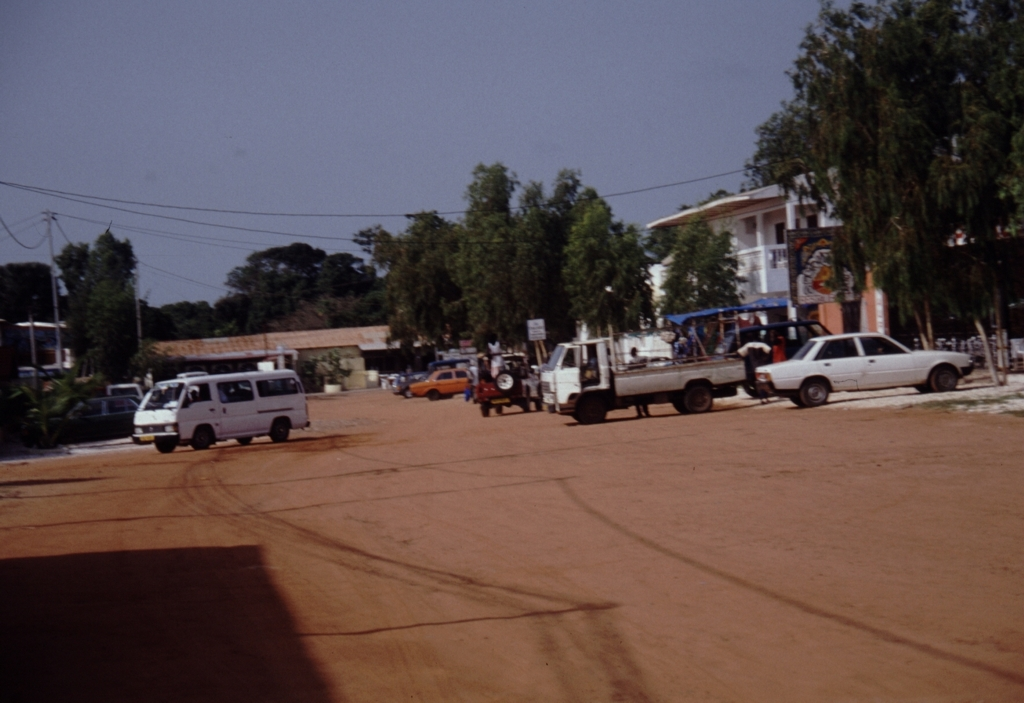